# Hôtel d'Haussonville
Pour les articles homonymes, voir Haussonville (homonymie).
L'hôtel d'Haussonville est un hôtel particulier de la ville de Nancy.
C'est une construction du XVIe siècle de style Renaissance qui abrite aujourd'hui un hôtel classé 4 étoiles.

## Situation
L'Hôtel d'Haussonville se situe à l'angle des rues Monseigneur-Trouillet et Saint-Michel, en Ville-vieille.

## Histoire

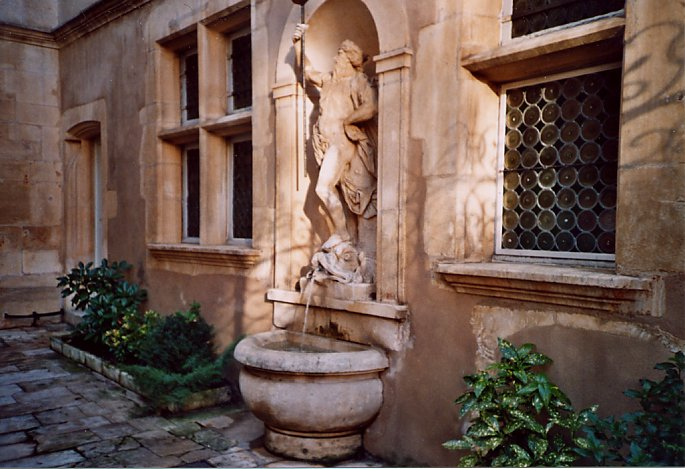
Détail sur la fontaine de Neptune (cour intérieure).

Il fut construit entre 1528 et 1543 par Jean d'Haussonville, Sénéchal de Lorraine. Les délicates mais sobres façades sur la rue Saint-Michel cachent une magnifique cour ouverte sur la rue Monseigneur-Trouillet. Cette cour possède plusieurs galeries ouvragées l'une d'inspiration gothique, la seconde résolument Renaissance. La cour propose également une très harmonieuse fontaine de Neptune.
Cet hôtel particulier est l'un des plus beaux exemples Renaissance de Nancy, avec le Palais des Ducs de Lorraine et l'Hôtel de Lillebonne.
La famille d'Haussonville céda l'hôtel au XVIIIe siècle mais, après toute une série de propriétaires, Joseph d'Haussonville le racheta entre 1849 et 1851. À la mort de son fils Paul-Gabriel d'Haussonville en 1924, ses quatre héritières vendirent à nouveau leur propriété.
Un arrêté du 6 décembre 1984 a classé au titre des monuments historiques ses façades et toitures donnant sur les rues Trouillet et Saint-Michel et sur les deux cours, à l'exclusion des vérandas, et inscrit le salon et la salle à manger au rez-de-chaussée, ainsi que le petit salon au premier étage, avec leur décor du XVIIIe siècle.
Cet hôtel particulier fut transformé en hôtel 4 étoiles par Laurence et Jean-Claude Capelli en 2003.

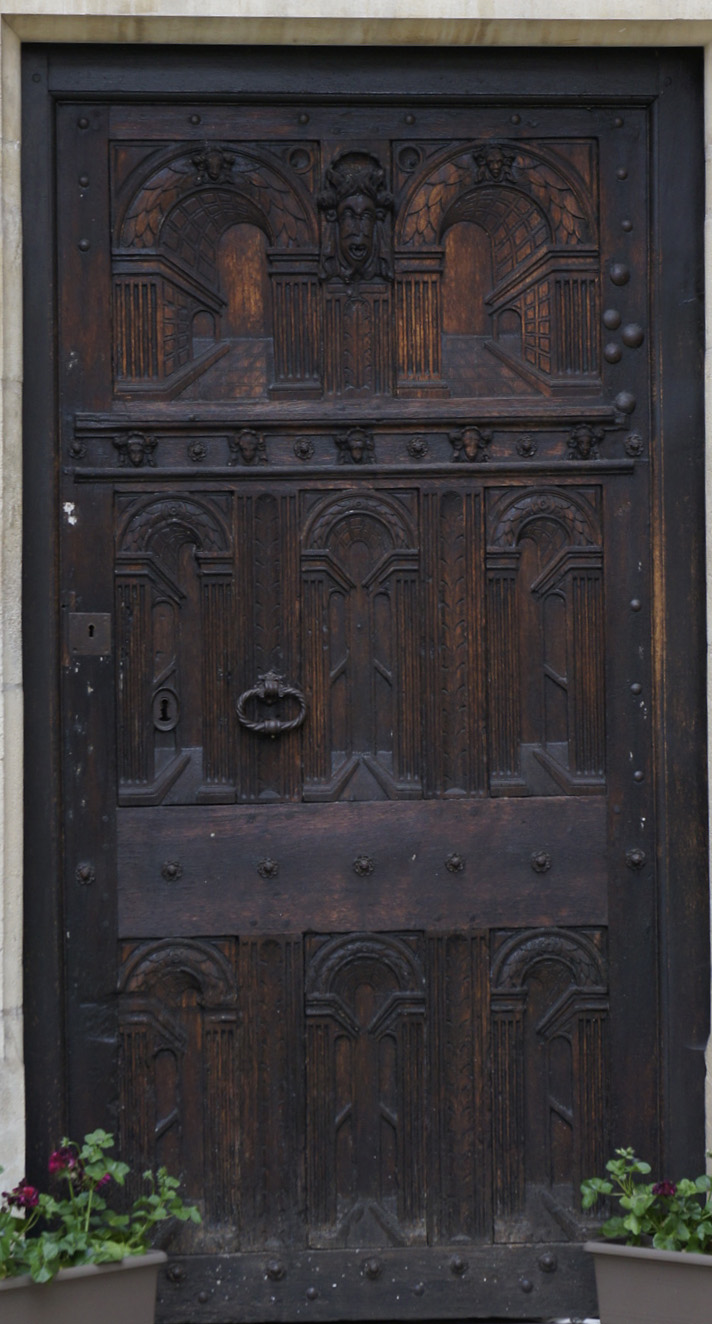
Détail sur la porte (cour intérieure).